# Krasnaja Strela

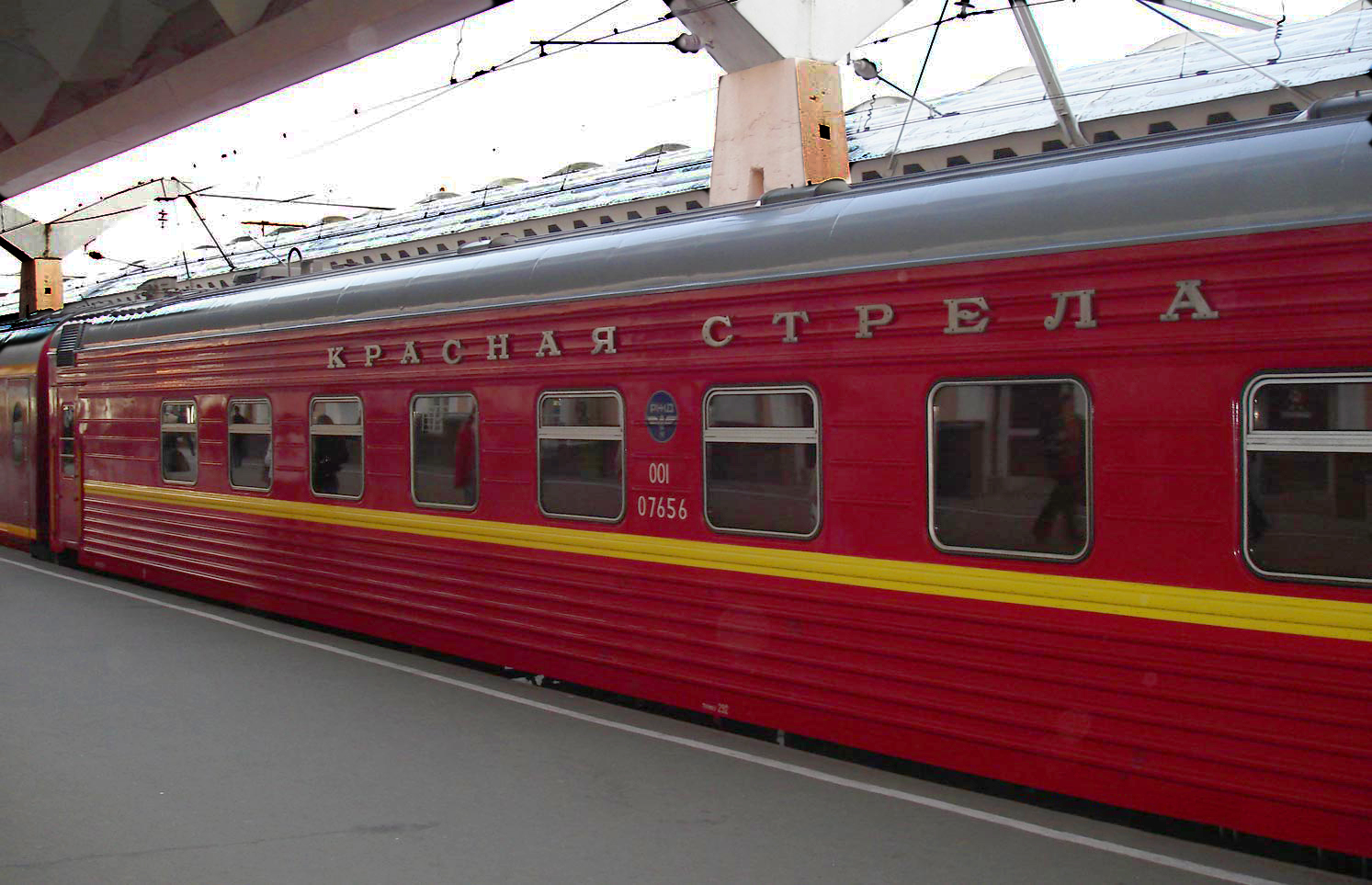
Der Krasnaja Strela in Sankt Petersburg, 2008

Der Krasnaja Strela (russisch Кра́сная стрела́, deutsch Roter Pfeil) ist ein Nachtzug mit Schlafwagen der russischen Staatsbahn Rossijskije schelesnyje dorogi, der Moskau und Sankt Petersburg über die Bahnstrecke Sankt Petersburg–Moskau verbindet, die Abfahrt erfolgt jeweils kurz vor Mitternacht.

## Geschichte
Der Krasnaja Strela fährt vom Leningrader Bahnhof in Moskau zum Moskauer Bahnhof in Sankt Petersburg. Er nahm am 9. Juni 1931 seinen Dienst auf, anfangs mit einer Geschwindigkeit von 69,8 km/h sowie einer Reisezeit von neun Stunden und 45 Minuten. Nur zwischen 1941 und 1943 war die Verbindung wegen der Leningrader Blockade unterbrochen. 1962 wurde für die Züge die charakteristische dunkelrote Lackierung mit gelben Zierstreifen eingeführt. Seit 1965 erklingt bei der Abfahrt in Sankt Petersburg die Hymne Sankt Petersburgs. Das Lied wurde 1949 von Reinhold Glière komponiert. Zu Zeiten der Sowjetunion wurde die Elite der Kommunistischen Partei nur mit dem Krasnaja Strela zwischen Moskau und Leningrad befördert. Im Mai 2002 wurde der Halt in Bologoje aufgegeben, seither beträgt die Fahrzeit acht Stunden. Im August 2021 wurde ein Betriebshalt im Bahnhof Sablino, einer Station in Uljanowka, eingeführt. Sonstige Zwischenhalte hat der Zug nicht, die Reisezeit blieb in beiden Fahrtrichtungen unverändert. 
Um die Kapazität zu erhöhen, wurde 1978 ein zweiter Nachtzug namens Krasnaja Strela 2 eingeführt. Er verließ Moskau und Sankt Petersburg jeweils vier Minuten später, wurde aber bereits 2007 in Express umbenannt. 2013 wurden Betriebshalte eingefügt und die Reisezeit erhöhte sich auf neun Stunden. Der Zug fährt seither um 23:30 Uhr ab und kommt um 8:30 Uhr am Ziel an.

## Wagen
Der Krasnaja Strela besteht aus einem Speisewagen, einem VIP-Wagen und mehreren Wagen der 1. beziehungsweise 2. Wagenklasse. Der VIP-Wagen verfügt über eine bessere Lärmdämmung, ein besseres Belüftungssystem, Klappschlafplätze, umbaubare Tische, Schaffnerruftasten, Badezimmer und umweltfreundliche Toiletten.

## Aktionen

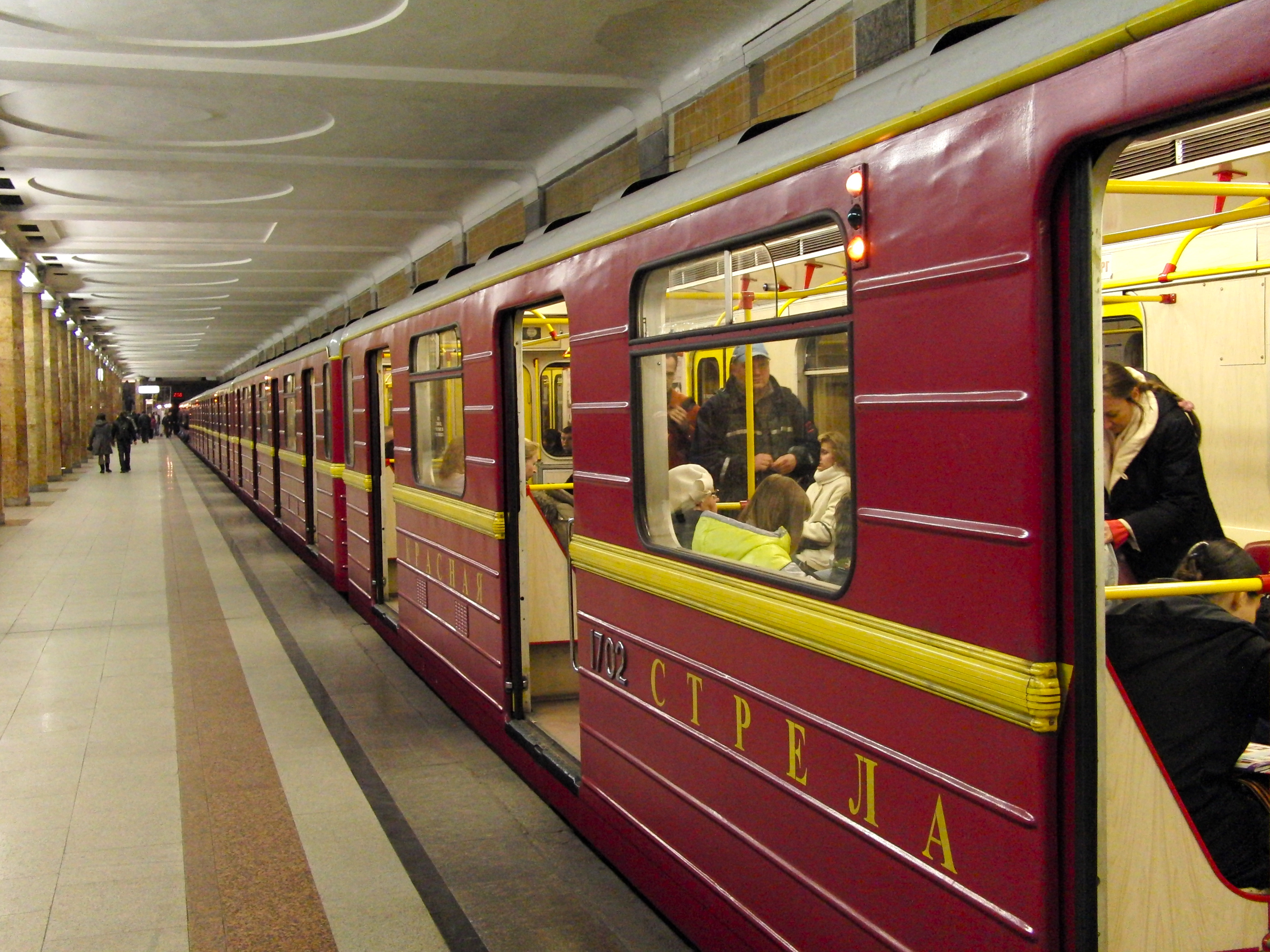
Metrozug im Krasnaja-Strela-Design

Anlässlich des 75-jährigen Jubiläums des Roten Pfeils wurde 2006 ein Zug der Moskauer Metro mit einer entsprechenden Lackierung versehen. Am 29. März 2010 war dieser von den Anschlägen an der Haltestelle Lubjanka betroffen. Seit Juni 2010 ist er repariert und wieder im Einsatz.